# Copa Federación Sub-20 (Bolivia)
La Copa Federación Sub 20 fue una competición oficial de fútbol, organizada por la Federación Boliviana de Fútbol y la Asociación Nacional de Fútbol.

## Historia
En el año 2012 la Federación Boliviana de Fútbol, la Asociación Nacional de Fútbol y la Liga del Fútbol Profesional Boliviano concibieron la idea de organizar un torneo nacional Sub-20 que tenía como principal propósito la evaluación a los jugadores de esta categoría para que el técnico Xabier Azkargorta pudiera elegir a los mejores para el seleccionado que jugaría en el Campeonato Sudamericano Juventud de América en enero y febrero de 2013 en Mendoza, Argentina.

## Ediciones
| Año     | Campeón           | Subcampeón |
| ------- | ----------------- | ---------- |
| 2012    | Oriente Petrolero | Bolívar    |
| 2014-15 | Bolívar           | Calleja    |